# Tammo Sijtse Bakker
Tammo Sijtse Bakker (Sappemeer, 22 maart 1861 - Sappemeer, 1 augustus 1893) was een Nederlandse burgemeester.

## Leven en werk
Bakker was een zoon van scheepsbouwer Kornelis Bakker en Anna Catharina Romkes. Hij studeerde rechten en trouwde in 1891 met Alida Geertruida Pennink. Mr. Bakker werd bij Koninklijk Besluit van 2 juli 1893 benoemd tot burgemeester van Sappemeer, als opvolger van Tunnijs Venema. Hij werd op 27 juli beëdigd als burgemeester, maar overleed binnen een week aan een korte en hevige ziekte.